# Квари, Антипасс
Антипасс Квари (англ. Antipass Kwari; род. 1 августа 1975, Солсбери) — зимбабвийский шоссейный велогонщик и маунтинбайкер.

## Карьера
В период с 2004 по 2008 год стал чемпионом Зимбабве по маунтинбайку в дисциплине кросс-кантри и призёр по шоссейному велоспорту в групповой и индивидуальной гонке.
В 2008 году был включён в состав сборной Зимбабве на летних Олимпийских играх в Пекине. На них выступил в кросс-кантри по маунтинбайку по итогам которой занял 48-е место уступив её победителю Жюльену Абсалону (Франция) 6 кругов и стал первым зимбабвийцем принявшем участие в олимпийских соревнованиях по маунтинбайку.
В 2009 году занял 8-е место на чемпионате Афркии по маунтинбайку в дисциплине кросс-кантри.

## Достижения

### Шоссе
2004
2-й на Чемпионат Зимбабве — индивидуальная гонка
2007
2-й на Kushanya
3-й на Чемпионат Зимбабве — групповая гонка
2008
2-й на Тур Ньянги
2009
2-й на Manicaland Cycle Challenge
3-й на Bulawayo Blue Hills

### Маунтинбайк
2005
 Чемпион Зимбабве — кросс-кантри
2008
 Чемпион Зимбабве — кросс-кантри
48-й на Олимпийские игры — кросс-кантри
2009
8-й на Чемпионат Африки — кросс-кантри